# Le Secret des banquises
Pour plus de détails, voir Fiche technique et Distribution.
Le Secret des banquises est une comédie française réalisée par Marie Madinier, sortie en 2016.

## Synopsis
Le professeur Quignard et son équipe de chercheurs étudient la PPM, une protéine immunisante produite par le pingouin  (en fait c'est un manchot... mais bon, l'erreur est bien ancrée). Christophine, jeune thésarde un peu maladroite et émotive, décide de s'injecter du génome pingouin pour aider le professeur dans ses recherches, mais aussi pour se rapprocher de lui... quitte à devenir son cobaye.

## Fiche technique
- Titre : Le Secret des banquises
- Réalisation : Marie Madinier
- Scénario : Marie Madinier
- Musique : Stephen Warbeck
- Montage : Guerric Catala
- Photographie : Pascal Marti
- Décors : Stéphane Rozenbaum
- Costumes : Anaïs Romand
- Producteur : Tanguy Dekeyser, Kristina Larsen, Diana Elbaum et Sébastien Delloye
  - Coproducteur : Julien Deris, Marc Dujardin, David Gauquié et Étienne Mallet
- Production : Les Films du Lendemain et Entre Chien et Loup
  - Coproduction : Cinéfrance, France 2 Cinéma et Proximus
- Distribution : TF1 et Mars Films
- Pays d'origine :  France
- Durée : 81 minutes
- Genre : comédie
- Dates de sortie :
  -  Suisse,  France : 22 juin 2016

## Distribution
- Charlotte Le Bon : Christophine
- Guillaume Canet : Professeur Quignard
- Anne Le Ny : Nadine
- Patrick d'Assumçao : Philippe
- Damien Chapelle : Siegfried
- Xavier Beauvois : Le président du jury
- Eveline Lutz : Intervenante prix Nobel
- Béatrice Bonnaudeau, Alain Buron, Alain Drouet, Méranh Karounna Gobert, Didier Leferd, Andréa Malvezzi, Marcel Misrahi, Alexis Monceaux, André Orcesi, Marc Quiertant, Augustin Ruhabura, Axelle Simon, Claude Vilain et Grégory Vouland : Chercheurs
- Laura Lemarchand : Laborantine